# Laila Khan (taekwondo)
Laila Khan es una deportista canadiense que compite en taekwondo. Ganó una medalla de plata en el Campeonato Panamericano de Taekwondo de 2024, en la categoría de –49 kg.

## Palmarés internacional
| Campeonato Panamericano | Campeonato Panamericano | Campeonato Panamericano | Campeonato Panamericano |
| Año                     | Lugar                   | Medalla                 | Categoría               |
| ----------------------- | ----------------------- | ----------------------- | ----------------------- |
| 2024                    | Río de Janeiro (Brasil) | Medalla de plata        | –49 kg                  |